# Бен Крос
Хари Бърнард Крос (на английски: Harry Bernard Cross), по-известен като Бен Крос (Ben Cross), е британски актьор.
Известен е най-вече с ролята си на британския олимпийски атлет Харолд Ейбрахамс във филма от 1981 година „Огнените колесници“.

## Биография

### Детство
Роден е на 16 декември 1947 г. в Лондон в работническото семейство на ирландски католици. Майка му е била чистачка, а баща му – портиер и прислужник. Крос започва да играе роли много млад и участва в училищни пиеси – най-забележимата изява е като Исус в училищен спектакъл, когато е на 12 години.

### Първи стъпки в кариерата
Крос изпълнява първоначално различни професии, например мияч на прозорци и сервитьор. Бил е главен дърводелец на Националната опера на Уелс и уредник на „Аликзандра тиътър“ в Бирмингам.
През 1970 г., когато е на 22 години, е приет в лондонската Кралска академия за драматично изкуство (RADA) – школата, създала такива актьори като Джон Гилгуд, Гленда Джаксън и Антъни Хопкинс, но по-късно не проявява голям интерес да продължи по класическия път.
След завършването на Кралската академия за драматично изкуство Крос играе в Duke's Playhouse в постановки като „Макбет“, „Колко е важно да бъдеш сериозен“ и постановката на Артър Милър „Смъртта на търговския пътник“. След това се присъединява към Prospect Theatre Company и играе роли в „Перикъл“, „Дванайсета нощ“, и „Royal Hunt of the Sun“. Крос играе и в много популярния мюзикъл „Joseph and the Amazing Technicolor Dreamcoat“ и основни роли в пиесите на Питър Шафър – „Equus“, „Mind Your Head“ и мюзикъла „Сладката Ирма“ – в „Хеймаркет тиътър“ в Лестър.
Първата поява на Крос на големия екран е през 1976 година, когато отива в Девентер, Нидерландия, да играе танкиста Бинс в епоса на Джоузеф Е. Ливайн за Втората световна война „Недостижимият мост“, в който участват международни звезди като Дърк Богард, Шон Конъри, Майкъл Кейн и Джеймс Каан.
През 1977 година Крос става член на Royal Shakespeare Company и участва в премиерата на „Privates on Parade“ като „Kevin Cartwright“ и Rover в пиесата „Wild Oats“.
Изгряването на Крос като международна звезда започва през 1978 година с участието му в мюзикъла „Чикаго“, в който играе Били Флин, адвокатът на убийцата Рокси Харт.

## 1980-те – 1990-те
По време на играта си в Чикаго той е забелязан и препоръчан за филма, номиниран за много награди Оскар, Огнените колесници. За участието си в този филм Крос и Ян Чарлсон печелят наградата най-обещаващ актьор за 1981 година от Variety Club Awards през февруари 1982.
По време на олимпийските игри през 1984 г. Крос участва в реклама на Американ Експрес ('Don't leave home without it') с 87-годишния Джаксън Шолц, спринтьор от Олимпийските игри през 1924 г., който е и част от сюжета на филма Огнените колесници.
Той заменя и Джеймс Гарнър като основен актьор на Polaroid за фотоапарати Spectra през 1986 г. Участвал е и в GQ Magazine като един от годишните победители „Manstyle“ през януари 1985 и с фотосесия през март същата година.
През годините Крос е играл като Соломон през 1997 г. – Trimark Pictures – Solomon;, Капитан Немо през 1997 г. във филма на Си Би Ес 20 000 левги под водата; вампира Барнабас Колинс през 1991 г. в минисериала на MGM Dark Shadows; още веднъж вампир във филма на USA Network Nightlife; сър Харолд Пиърсон в италианската продукция от 1994 Caro Dolce Amore (Honey Sweet Love); иракският пилот Мунир Редфа, подкупен да закара пилотирания от него МИГ от Ирак в Израел в шпионския филм Steal the Sky; и нацисткият SS полковник Хелмут фон Шрьодер във филма през 1989 г. на NBC – Twist of Fate.

## 2000 –
Крос играе Ики Соломон (Ikey Solomon) в австралийската продукция The Potato Factory през 2000 г. През 2005 г. Крос, който е противник на смъртното наказание, играе ролята на затворник, осъден на смърт, в пиесата на Брус Греъм Койот на ограда (Coyote on a Fence), в театър Duchess Theatre. Той играе и Рудолф Хес в продукцията на Би Би Си през 2006 г. – Nuremberg: Nazis on Trial.
През ноември 2007 г. Крос играе ролята на Sarek в новия филм Стар Трек продуциран и режисиран от Джей Джей Ейбрамс.

## Други професии
Крос е също и режисьор, писател и музикант. Той е писал музика, сценарии и статии за английски публикации. Също е писал текстове за албум на певеца Васил Петров, който е издаден през 2007 г. Пял е песни на Синатра с Васил Петров на фестивала Аполония през септември 2007 година. Автор е на мюзикъла Rage за Ruth Ellis, който е изпълняван в различни градове около Лондон.

## Личен живот
Крос е живял на много места по света между които Лондон, Лос Анджелис, Ню Йорк, южна Испания, Виена, и последно в София, България. Той използва испански, италиански и немски език.
Женен е три пъти: първо за Пени (от 1977 до 1992), от която има две деца – Лорън и Тиодор; и след това се жени за Мишел (до 2005).
Бен Крос се жени за трети път по старите български традиции на 18 август 2018 г., в Жеравна. Негова съпруга става дългогодишната му приятелка Деяна Бонева. 

## Филмография
- Недостижимият мост (1977)
- The Flame Trees of Thika (TV Series) (1981)
- Огнените колесници (1981)
- Цитаделата (1983)
- The Far Pavilions (1984)
- L'Attenzione (1984)
- The Assisi Underground (1985)
- Paperhouse (1988)
- Steal the Sky (1988)
- The Unholy (1988)
- The Jeweller's Shop (1988)
- La Bottega dell'orefice (1989)
- Nightlife (1989)
- Twist of Fate (1989)
- Eye of the Widow (1989)
- Dark Shadows (Revivals) (1991)
- Live Wire (1992)
- The Criminal Mind (1993)
- Cold Sweat (1993)
- The Ascent (1994)
- Temptress (1994)
- Caro dolce amore (1994)
- First Knight (1995)
- El Último viaje de Robert Rylands (1996)
- The Invader (1997)
- 20,000 Leagues Under the Sea (1997)
- The Corporate Ladder (1997)
- Turbulence (1997)
- Solomon (1997)
- The Venice Project (1999)
- Орденът (2001)
- Young Blades (2001)
- She Me and Her (2002)
- Trial and Retribution 7 (2003)
- Exorcist: The Beginning (2004)
- Icon (2005)
- The Mechanik (2005)
- Wicked Little Things (2006)
- Фаворитът 2 (2006)
- Finding Rin Tin Tin (2007)
- When Nietzsche Wept (2007)
- Корпорация Война (2008)
- Lost City Raiders (2008)
- Hero Wanted (2008)
- Стар Трек (2009)
- Уилям и Кейт (2011) – TV film
- A Common Man (2012)
- Banshee (2013)
- Имало една война (2019) - Уайт